# Mokřad pod Terezínskou pevností
Mokřad pod Terezínskou pevností este o arie protejată (arie specială de conservare — SAC, sit de importanță comunitară — SCI) din Republica Cehă întinsă pe o suprafață de 3,85 ha, integral pe uscat.

## Localizare
Centrul sitului Mokřad pod Terezínskou pevností este situat la coordonatele 50°31′03″N 14°09′52″E / 50.5175°N 14.164444°E.

## Înființare
Situl Mokřad pod Terezínskou pevností a fost declarat sit de importanță comunitară în noiembrie 2009 pentru a proteja un număr necunoscut de specii din flora spontană și fauna sălbatică aflate în arealul zonei. Situl a fost protejat și ca arie specială de conservare în iulie 2012.

## Biodiversitate
Situată în ecoregiunea continentală, aria protejată conține 1 habitat natural: Liziere de ierburi înalte hidrofile de câmpie și de nivel montan până la alpin.
La baza desemnării sitului se află un număr nedeclarat de specii protejate.